# Ourinhos (gemeente)
Ourinhos is een gemeente in de Braziliaanse deelstaat São Paulo. De gemeente telt 103.970 inwoners (schatting 2022).

## Geografie

### Aangrenzende gemeenten
De gemeente grenst aan Canitar, Chavantes, Salto Grande, Santa Cruz do Rio Pardo, São Pedro do Turvo, Cambará (PR) en Jacarezinho (PR).

## Religie
Het christendom is als volgt in de stad aanwezig:

### Katholieke Kerk
De katholieke kerk in de gemeente maakt deel uit van het bisdom Ourinhos.

### Protestantse Kerk
De meest uiteenlopende evangelische overtuigingen zijn aanwezig in de stad, voornamelijk pinkstergelovigen, waaronder onder meer de Assembleia de Deus in Brazilië (de grootste evangelische kerk van het land) en de Christelijke Congregatie in Brazilië. Deze denominaties groeien steeds meer in heel Brazilië.

## Geboren
- Wellington Luís de Sousa (1988), voetballer